# Sihanoukville (thành phố)
Sihanoukville (tiếng Khmer: ក្រុងព្រះសីហនុ), phiên âm tiếng Việt là Xi-ha-núc-vin, tên khác: Kampong Som, Kampong Saom, Kâm Póng Sao, là một thành phố cảng ở phía nam Campuchia và là thủ phủ của tỉnh Sihanoukville (Preah Sihanouk). Thành phố này có cảng nước sâu duy nhất ở Campuchia, có các bãi biển thu hút khách du lịch.
Thành phố được đặt tên theo cựu quốc vương Campuchia Norodom Sihanouk, có dân số khoảng 89.800 người và khoảng 66.700 người ở trung tâm đô thị năm 2008. Đây là một thành phố tương đối trẻ, nó đã phát triển song song với việc xây dựng Cảng tự trị Sihanoukville, bắt đầu vào tháng 6 năm 1955, là cửa ngõ của quốc gia để trực tiếp và thương mại biển quốc tế không hạn chế. Thành phố có cảng nước sâu duy nhất ở Campuchia bao gồm một nhà ga dầu mỏ và một cơ sở hậu cần vận chuyển. Nhơ đó, Sihanoukville đã trở thành một trung tâm quốc gia hàng đầu về thương mại, thương mại, giao thông và sản xuất quy trình.
Nhiều bãi biển của Sihanoukville và các hòn đảo gần đó đã trở thành khu nghỉ mát ven biển hàng đầu của Campuchia với số lượng khách du lịch quốc tế tăng dần kể từ cuối thế kỷ 20. Nhờ vào sự đa dạng về kinh tế, vẻ đẹp tự nhiên của khu vực và tiềm năng giải trí đáng kể, số lượng người dân nước ngoài thường trú theo mùa và thường xuyên làm cho Sihanoukville trở thành một trong những trung tâm dân cư đa dạng về văn hóa và năng động nhất ở Campuchia. Tính đến năm 2014, ngành du lịch vẫn không đáng kể so với các nước láng giềng như Thái Lan. Tương lai của Sihanoukville sẽ được xác định bởi khả năng quản lý cân đối thành công của chính quyền nhằm bảo vệ và bảo tồn tài nguyên thiên nhiên và nhu cầu phát triển đô thị và nhỏ, tăng số lượng khách truy cập, mở rộng cơ sở hạ tầng, khu vực công nghiệp và tăng dân số mặt khác.
Mặc dù là điểm đến hàng đầu của đất nước, sau nhiều thập kỷ chiến tranh và biến động thị trấn và cơ sở hạ tầng của nó vẫn còn rất rời rạc và kiến trúc không ấn tượng. Các vấn đề về cơ sở hạ tầng tồn tại, đặc biệt liên quan đến nguồn cung cấp nước và điện, trong khi các cơ sở y tế tiêu chuẩn quốc tế vẫn còn hạn chế.
Sihanoukville cũng phải đối mặt với những thách thức liên quan đến tội phạm, an ninh và an toàn với thành phố thường xuyên là trọng tâm của vụ bê bối liên quan đến tội phạm có tổ chức nghiêm trọng, tội phạm nhỏ và tham nhũng.

## Tên gọi
Tên chính thức của Sihanoukville trong tiếng Khmer là Krông (thành phố), Preah (thánh) và Sihanouk, đặt tên theo Norodom Sihanouk vị vua đầu tiên của Campuchia, có nghĩa là  Thành phố của vua Sihanouk.
"Sihanouk" bắt nguồn từ tiếng Phạn qua tiếng Pali là siha (sư tử) và hanu (hàm). Tên tiếng Pháp Sihanoukville cũng có nghĩa là "thành phố của Sihanouk", với Sihanouk và -ville, trong tiếng Pháp nghĩa là "trấn", như Louisville, Brazzaville,...
Tên thay thế, Kompong Saom (cũng được viết tắt là Kompong Som và Kampong Som), (tiếng Khmer: កំពង់សោម) có nghĩa là "Cảng thần trăng" hoặc "cảng Shiva".
Kompong giống như kampung trong tiếng Malay có nghĩa là làng xóm. Saom có nguồn gốc từ tiếng Phạn "saumya", kinh Vệ Đà là soma một thức uống nghi lễ trong văn hóa Vệ Đà cổ, có được bằng cách ép cây soma.

## Lịch sử

### Thời sơ khai
Trước các công trình nền móng của cảng và thành phố năm 1955, cảng Kompong Som phải chỉ có tầm quan trọng của khu vực - do thiếu các tuyến đường thủy có thể điều khiển kết nối cảng với các trung tâm giải quyết của vương quốc. Trong nhiều thế kỷ trước và trong thời Angkor - từ Phù Nam đến Chân Lạp và trong thời Đế quốc Khmer, thương mại khu vực tập trung tại O Keo (tiếng Việt: Óc Eo) ở đồng bằng sông Cửu Long, nay thuộc An Giang ở Việt Nam. Thị trấn Prey Nokor (Sài Gòn) là một trung tâm thương mại của Đế quốc Khmer. Biên niên sử Samtec Cauva Vamn Juon, một trong những biên niên sử Hoàng gia Campuchia thế kỷ 18 và 19, đề cập ngắn gọn về khu vực khi đất nước được chia thành ba phần trong cuộc nội chiến kéo dài 9 năm từ năm 1476 đến năm 1485: "Năm 1479, Dhammaraja tiếp tục ngai vàng tại Chatomuk (Phnôm Pênh) và kiểm soát các tỉnh Samraong Tong, Thbong, Kompong Saom, Kampot đến Bassak, Preah Trapeang, Kramuon Sah, Koh Slaket và Peam "(miệng sông Mekong).

### Thời cận đại
Từ cuối thế kỷ 17, Campuchia đã mất quyền kiểm soát tuyến đường sông Mê Kông khi mà sức mạnh bành trướng của Việt Nam mở rộng ra vùng hạ lưu con sông này. Trong Chiến tranh Nguyễn-Xiêm (1717–1718), một hạm đội Xiêm đã đốt cháy cảng Kompong Som năm 1717 nhưng đã bị người Việt đánh bại tại Hà Tiên. Một vị vua Campuchia vào cuối thế kỷ 18, Outey-Reachea II liên minh với một công thần nhà Nguyễn gốc Trung Quốc, Mạc Thiên Tứ, người đã thiết lập một chính trị tự trị tại Hà Tiên và kiểm soát mạng lưới hàng hải ở phần phía Đông của Vịnh Thái Lan. Hà Tiên là điểm mà một con sông nối với sông Hậu chảy vào vịnh Thái Lan. Campuchia bị cố định giữ cố gắng tiếp cận với thương mại hàng hải qua Hà Tiên. Năm 1757 Hà Tiên mua lại các cảng Kampot và Kompong Som như một phần thưởng cho sự hỗ trợ quân sự của Mạc cho vua Campuchia. Cho đến khi nó bị phá hủy vào năm 1771, cảng đã phát triển thành một cảng trung chuyển miễn thuế độc lập liên kết với một số mạng lưới kinh doanh của Trung Quốc.
Alexander Hamilton, người đi du lịch đến Vịnh Thái Lan năm 1720, đã viết rằng "Kompong Som và Banteay Meas (sau này là Hà Tiên) thuộc về Campuchia, vì Nam Kỳ được chia từ Campuchia bởi một con sông (sông Bassac) của ba khu vực rộng lớn. " và "Vua Ang Em xây dựng một con đường từ thủ đô Oudong đến Kampot". Kampot vẫn là cảng biển quốc tế duy nhất của Campuchia. "Thời gian đi lại giữa Udong và Kampot là tám ngày bởi xe bò kéo và bốn ngày bởi voi." Người Pháp Résident Adhemard Leclère viết: "... Cho đến những năm 1840, người Việt Nam cai trị Kampot và Péam [đồng bằng sông Cửu Long], nhưng Kompong Som thuộc về Campuchia. Người Việt đã xây dựng một con đường từ Hà Tiên đến Svai - trên biên giới với Kompong-Som — Kampot. "
Đế quốc Anh theo sau một chính sách khác biệt vào những năm 1850, tìm cách củng cố ảnh hưởng của nó. Báo cáo nhân chứng đưa ra những hiểu biết hiếm hoi, đại diện của Ngoại trưởng Lord Palmerston, John Crawfurd đưa tin: "Campuchia là... chìa khóa của chính sách của chúng ta ở các nước này, Vua của vương quốc cổ đại đó sẵn sàng tự ném mình dưới sự bảo hộ của bất kỳ quốc gia châu Âu nào... Người Việt Nam đã can thiệp vào việc buôn bán ở Kampot, và đây sẽ là cơ sở của một cách tiếp cận... "Palmerston kết luận:" Giao dịch tại Kampot - một trong số ít các cảng còn lại, không bao giờ đáng kể, do hậu quả của lối vào chính của đất nước, sông Mêkông, với tất cả những người cấp nước chảy vào biển qua lãnh thổ của Nam Kỳ. Nước này cũng đã bị tàn phá bởi các cuộc chiến tranh gần đây của Việt Nam - Việt Nam. bất kỳ cảng nào khác ở Campuchia, không bao giờ có thể trở thành một trung tâm thương mại. " Crawfurd sau này đã viết: "Người dân Campuchia... đã tìm cách sử dụng khoảng thời gian hòa bình trong cuộc chiến tranh Việt-Xiêm (1841-1845) để phát triển giao hợp với các quốc gia bên ngoài. Việc buôn bán tại Kampot mà họ tìm cách nuôi dưỡng đã bị cướp biển." có thể được chèn vào, điều này sẽ mở ra thông thương của Bán đảo Đông Dương sang Thương mại Anh, vì dòng sông lớn của người Campuchia trải qua toàn bộ chiều dài của nó và thậm chí còn trao đổi thông tin vào trung tâm của Xiêm ".

### Thời Pháp thuộc

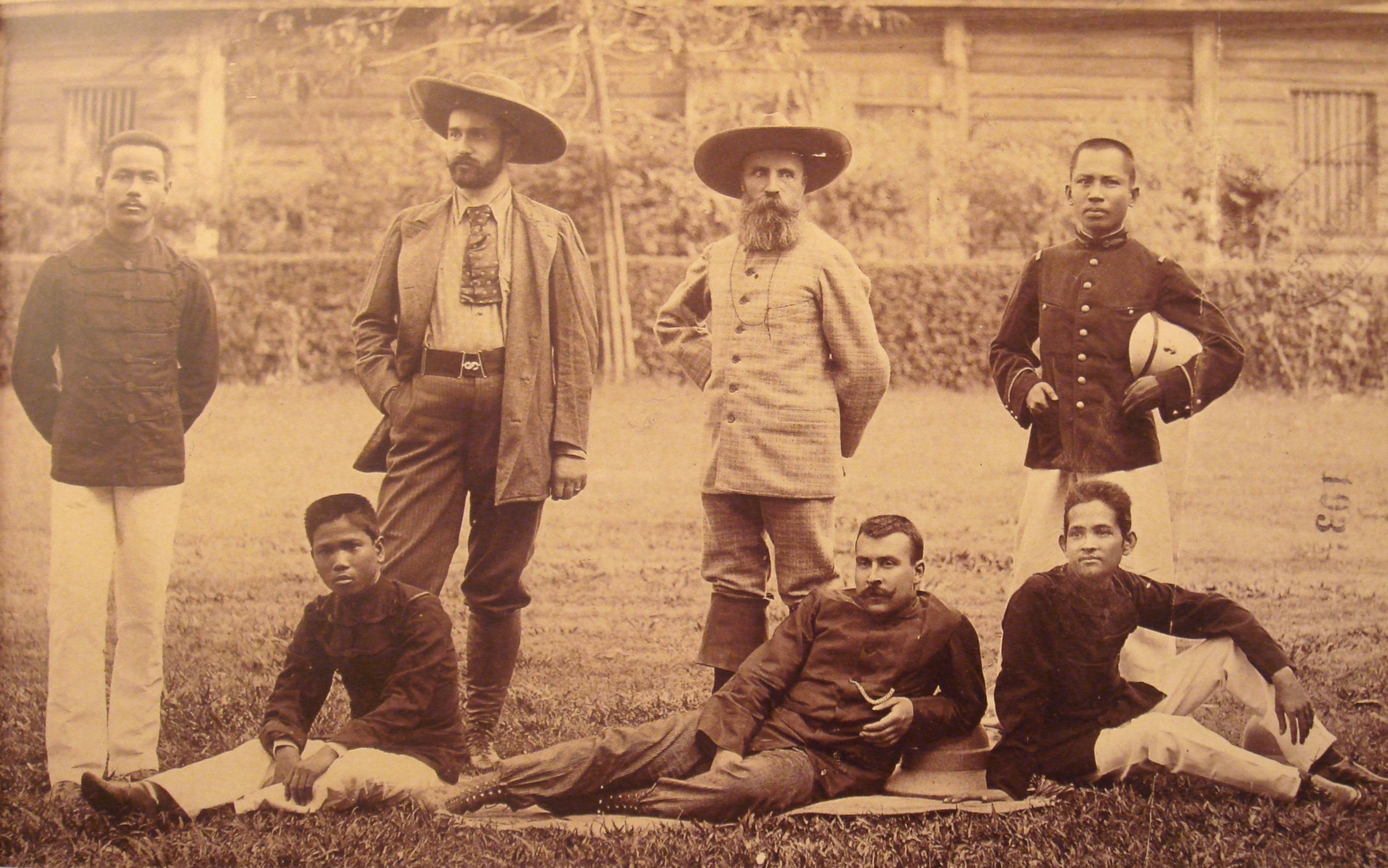
Công chức người Pháp Auguste Pavie (center)
và Pierre Lefèvre-Pontalis năm 1893
cùng với những thông dịch viên người Campuchia

Dưới sự cai trị của thực dân Pháp, Việt Nam, Lào và Campuchia trở thành một đơn vị hành chính và kinh tế duy nhất. Vùng ven biển Ronsidentielle với Kampot là thủ phủ của nó gồm các huyện Kampot, Kompong Som, Trang và Kong-Pisey. Việc thành lập một trung tâm thương mại quốc tế khác gần thành phố Sài Gòn hiện tại không được coi là cần thiết. Tập trung vẫn là sông Mekong và ý tưởng thiết lập một tuyến đường thay thế cho các thị trường Trung Quốc và Thái Lan dọc theo một tuyến đường thủy có thể điều hướng không bị gián đoạn từ phía nam đến đồng bằng sông Cửu Long.
Một cuộc nổi dậy diễn ra từ năm 1885 đến năm 1887 càng làm nản lòng tham vọng của người Pháp. Nó bắt đầu ở Kampot và nhanh chóng lan sang Veal Rinh, Kampong Seila, và Kompong Som, nơi quân nổi dậy được dẫn dắt bởi một tên cướp biển Trung Quốc tên là Quan-Khiêm. Ông quản lý để kiểm soát phần phía bắc của Preah Sihanouk một thời gian cho đến khi ông - một ông già - đã bị bắt giữ bởi thống đốc địa phương.
Cải thiện cơ sở hạ tầng đáng chú ý nhất trong giai đoạn này là xây dựng Route Coloniale số 17, sau đó đổi tên thành Quốc lộ 3 và hệ thống đường sắt quốc gia, mặc dù hoạt động trên "Tuyến phía Nam" - từ Phnom Penh đến Sihanoukville - chỉ bắt đầu vào năm 1960.

### Thời kì độc lập
Tên thay thế của thành phố và tỉnh Kampong som đã được thông qua từ cộng đồng bản địa địa phương. Sau khi giải thể Đông Dương thuộc Pháp vào năm 1954, rõ ràng là việc kiểm soát chặt chẽ đồng bằng sông Cửu Long của Việt Nam yêu cầu một giải pháp để tiếp cận không hạn chế đối với các vùng biển. Kế hoạch đã được thực hiện để xây dựng một cảng nước sâu hoàn toàn mới. Kompong Saom (Kampong Som) đã được chọn cho độ sâu nước và dễ tiếp cận. Vào tháng 8 năm 1955, một đội xây dựng Pháp / Campuchia đã cắt một căn cứ vào khu rừng hoang vắng trong khu vực mà bây giờ được gọi là Bãi biển Hawaii. Kinh phí xây dựng cảng đến từ Pháp và đường được tài trợ bởi Hoa Kỳ.
Trong chiến tranh Việt Nam, cảng đã trở thành một cơ sở quân sự cho cả hai phía: phục vụ Mặt trận Quốc gia giải phóng miền Nam Việt Nam và sau năm 1970, dưới sự lãnh đạo của Lon Nol, phục vụ Hoa Kỳ.
Cảng này là nơi cuối cùng được quân đội Hoa Kỳ sơ tán, chỉ vài ngày trước khi các du kích Khmer Đỏ nắm quyền kiểm soát chính phủ vào tháng 4 năm 1975. Các sự kiện xung quanh việc đưa tàu container của Mỹ SS Mayaguez và thủy thủ đoàn của nó vào ngày 12 tháng 5 bởi Khmer Đỏ và chiến dịch cứu hộ tiếp theo của Hải quân Hoa Kỳ diễn ra trên vùng biển Koh Tang ngoài khơi bờ biển Sihanoukville. Trong hai ngày hành động, Mỹ bắt đầu cuộc không kích vào các mục tiêu trên đất liền Sihanoukville bao gồm cảng, Căn cứ Hải quân Ream, sân bay, sân đường sắt và nhà máy lọc dầu ngoài các cuộc đình công và bắn súng hải quân trên một số hòn đảo.
Sau sự sụp đổ của chế độ Khmer Đỏ năm 1979 và việc mở cửa nền kinh tế tiếp theo, cảng Sihanoukville đã trở lại tầm quan trọng của nó trong sự phát triển và phục hồi của đất nước. Với việc mở thêm thị trường mới vào năm 1999, thành phố đã lấy lại vai trò của mình trong sự tăng trưởng kinh tế của Campuchia.
Năm 1993, Vườn Quốc gia Ream được thành lập theo sắc lệnh hoàng gia của cựu vua Sihanouk.
Thành phố Sihanoukville được nâng lên thành một tỉnh vào ngày 22 tháng 12 năm 2008 sau khi Vua Norodom Sihamoni ký nghị định hoàng gia chuyển đổi các đô thị của Kep, Pailin và Sihanoukville thành các tỉnh.
Năm 2006, Tập đoàn Đầu tư Koh Puos (Campuchia) đã nộp đơn, dự định đầu tư 276 triệu đô la Mỹ để chuyển đổi đảo Koh Puos rộng 116 ha, Đảo Rắn thành khu phức hợp dân cư và nghỉ dưỡng sang trọng. Sau khi hoàn thành các yếu tố nhất định của cơ sở hạ tầng, nhà đầu tư đã thông báo những thay đổi về bản thiết kế ban đầu, như "Tái đăng ký xin phép sẽ xảy ra vào năm 2014..." theo Hội đồng Phát triển Campuchia.
Vào ngày 26 tháng 5 năm 2011, khu vực Preah Sihanouk đã được gia nhập 1 câu lạc bộ ở Paris, Les Plus Belles Baies Du Monde, ("câu lạc bộ những vịnh đẹp nhất thế giới"). Tổ chức đã chính thức chấp nhận Vịnh Campuchia là một trong những thành viên của nó tại Đại hội đồng lần thứ 7 của nó.

## Địa lí

### Địa hình
Thị trấn Sihanoukville nằm ở đầu những ngọn đồi thoai thoải của bán đảo trên vịnh Thái Lan. Về phía tây bắc và ở trung tâm nó tăng lên đến 15 mét (49 ft) trên mực nước biển, trong khi đất nhẹ nhàng và đều đặn hướng tới các đồng bằng ven biển mở rộng, đầm lầy và bãi biển ở phía nam và đông nam. Những ngọn đồi, có một loạt các mặt bằng nhà ở, quan điểm tốt về đồng bằng ven biển, các bãi biển, các con sông, biển và các hòn đảo xác định tính chất và giá trị tự nhiên của khu vực. Một thực tế dễ chịu khác là độ sâu thấp của vịnh Thái Lan và khí hậu địa phương, vừa phải đối lập với Biển Đông ở phía đông và Ấn Độ Dương ở phía tây, nơi bão nhiệt đới Tây Bắc Thái Bình Dương và gió mùa cực đoan liên tục xảy ra hàng năm.

### Kiến trúc và cảnh quan

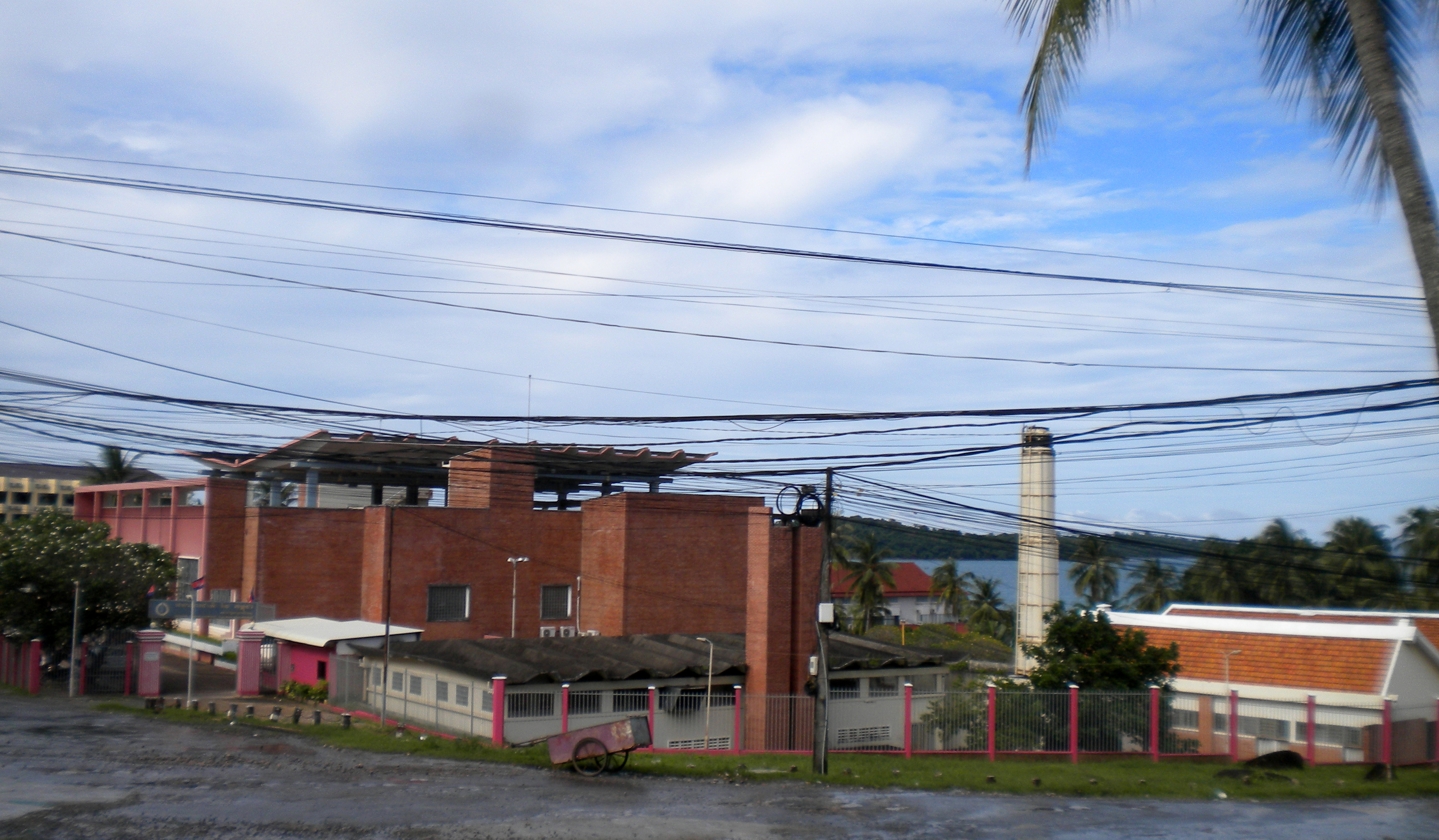
Ngân hàng Quốc gia Campuchia, một ví dụ điển hình của kiến trúc Khmer thiết kế bởi Vann Molyvann

Do mục đích được xác định rõ ràng, lịch sử rất ngắn nhưng hỗn loạn và đặc điểm vị trí của nó, Sihanoukville khác với các trung tâm đô thị khác ở Campuchia. Được thành lập sau thời kỳ bảo hộ của Pháp, các khu phong cách thuộc địa tư sản như ở Kampot, Xiêm Riệp, hoặc Phnôm Pênh không tồn tại. Kiến trúc và bố cục đường phố phụ thuộc vào các khái niệm hiện đại. Kiến trúc sư nổi tiếng người Campuchia Vann Molyvann thiết kế các vật thể trang nhã, các tòa nhà công cộng với chức năng riêng biệt, một số vẫn hoạt động. Thời kỳ ngắn ngủi của kiến trúc Khmer mới đã kết thúc vào năm 1970. Sự mâu thuẫn và hỗn loạn trong các cuộc nội chiến kéo dài đã tác động lớn hơn đến hình ảnh hiện tại của thành phố.
Năm 1959, kế hoạch đô thị đầu tiên của thành phố đã được hoàn thành cho dân số 55.000 cư dân; nó bao gồm các đường đi xe đạp và không gian xanh. Kế hoạch cũng đã đánh dấu rõ ràng việc khoanh vùng cho cảng, mạng lưới đường sắt, trung tâm thị trấn với các văn phòng thành phố, nhà ở kinh doanh và dân cư, và cuối cùng là khu du lịch ở phía nam dọc theo các bãi biển. Một nghiên cứu khả thi của Cơ quan điều hành Hoa Kỳ (USOM) đã xem xét việc cung cấp nguồn cung cấp nước mới từ Prek Tuk Sap và các đầm phá hiện có; sau đó được cải thiện (cắt từ biển) và được sử dụng làm nguồn cung cấp thị trấn ban đầu. Các hồ chứa vẫn hoạt động, mặc dù không đủ cho nhu cầu hiện nay
Những năm bất ổn sau đó có nghĩa là ít kế hoạch ban đầu đã được thực hiện. Trạng thái hiện tại của sự không nhất quán về cấu trúc là bằng chứng cho nhiều thập kỷ biến động khi lập kế hoạch bố trí là không có nghĩa là một chủ đề cân nhắc thẩm mỹ và khoa học ứng dụng.

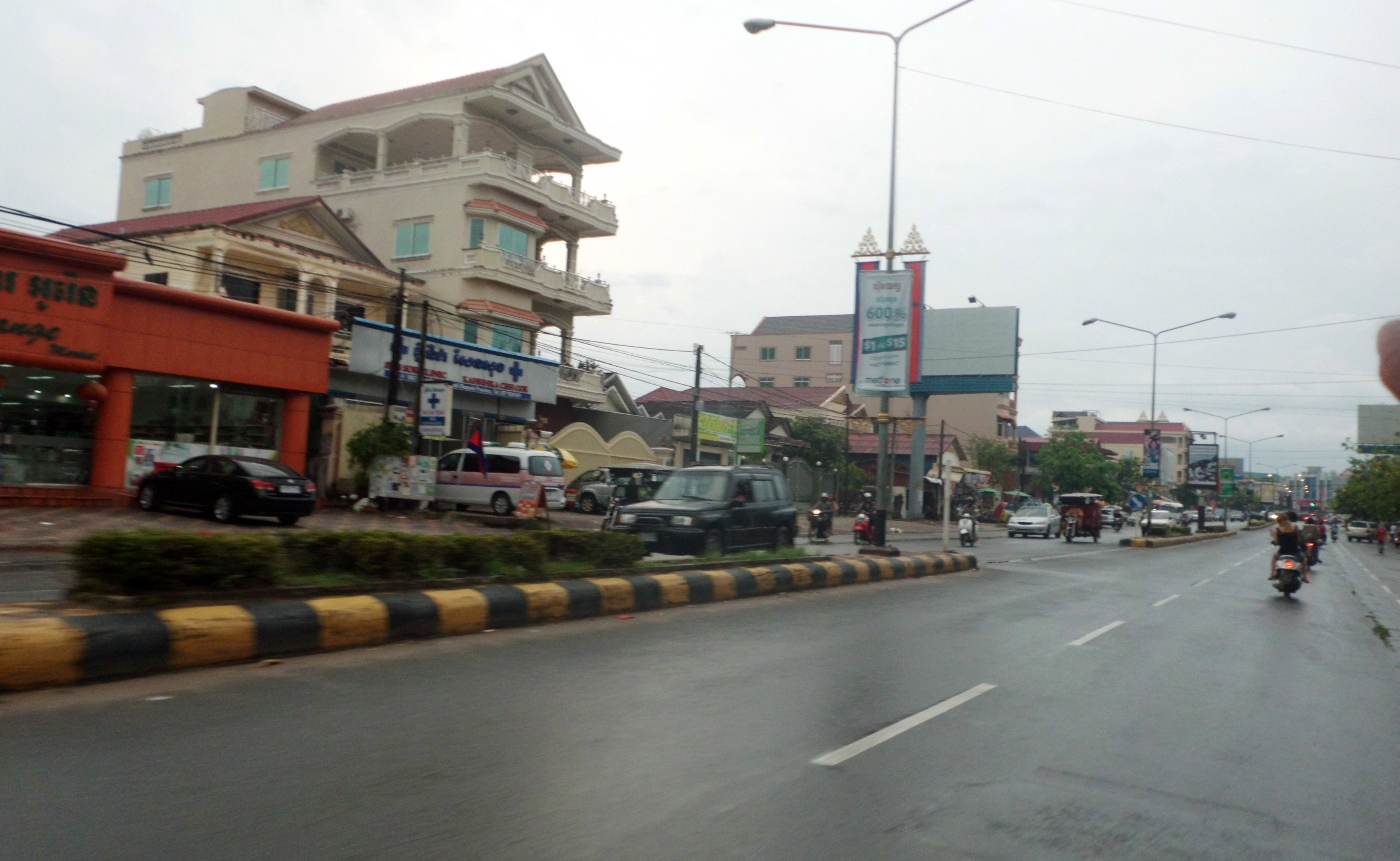
Đường Ekreach, một con đường chính của Sihanoukville

Bắt đầu từ bến cảng, một con đường rạch vừa phải trải dài đến ngọn đồi Trạm thời tiết (Đồi Victory) và dọc theo bãi biển địa phương (Chiến thắng). Giữa khu phức hợp Ngân hàng Quốc gia và Bến tàu Victory Beach là một trong số ít các điểm trong thị trấn mang lại ấn tượng về việc đã được lên kế hoạch trước. Khu vực này kết nối với trung tâm thành phố dọc theo một đường cao tốc duy nhất thông qua các thành công bất thường điển hình của các tòa nhà dân cư, không có bất kỳ tính năng và điểm mốc nào khác biệt. Các đường cao tốc này được thiết kế để kết nối rất ít và phân tán rộng rãi các cơ sở giải quyết thực tế. Các vùng lân cận thiếu sự thân mật, do cơ sở hạ tầng một chiều. Trung tâm của thành phố là một chuỗi các khối đơn lẻ của các tòa nhà đô thị vững chắc, như ngân hàng, khách sạn trung lưu, trạm xăng, nhà thuốc, tiệm bánh Trung Quốc và các nhà bán lẻ điện tử, sau đó là các cửa hàng thực phẩm cấp thấp, cửa hàng tạm thời, xe máy dịch vụ sửa chữa xe đạp, chợ nhỏ, dịch vụ giặt ủi, gas, dịch vụ chọn lọc và cửa hàng điện thoại di động.

### Quang cảnh vùng biển Ochheuteal/Serendipity

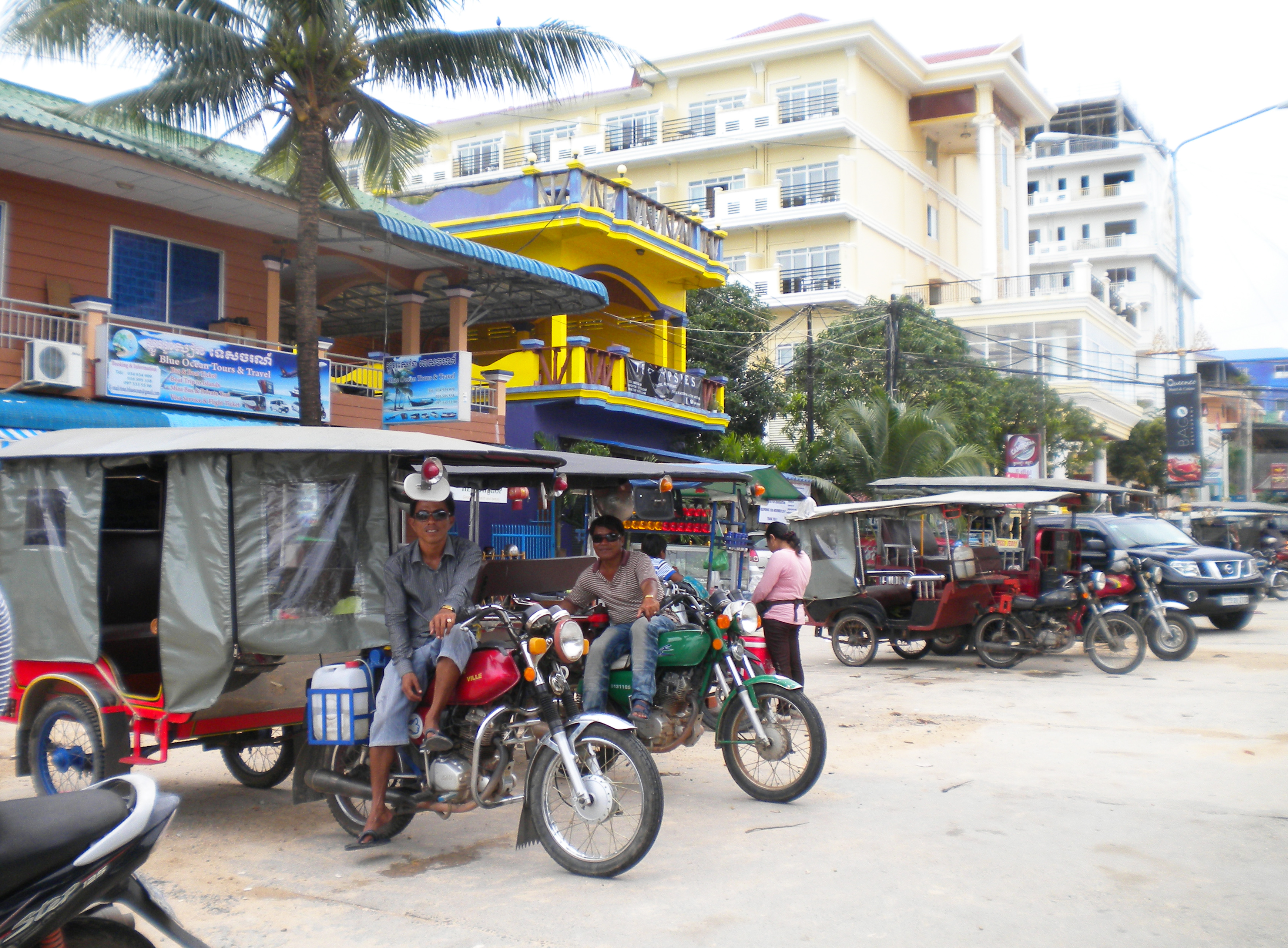
xe Tuk-tuks, đường Serendipity
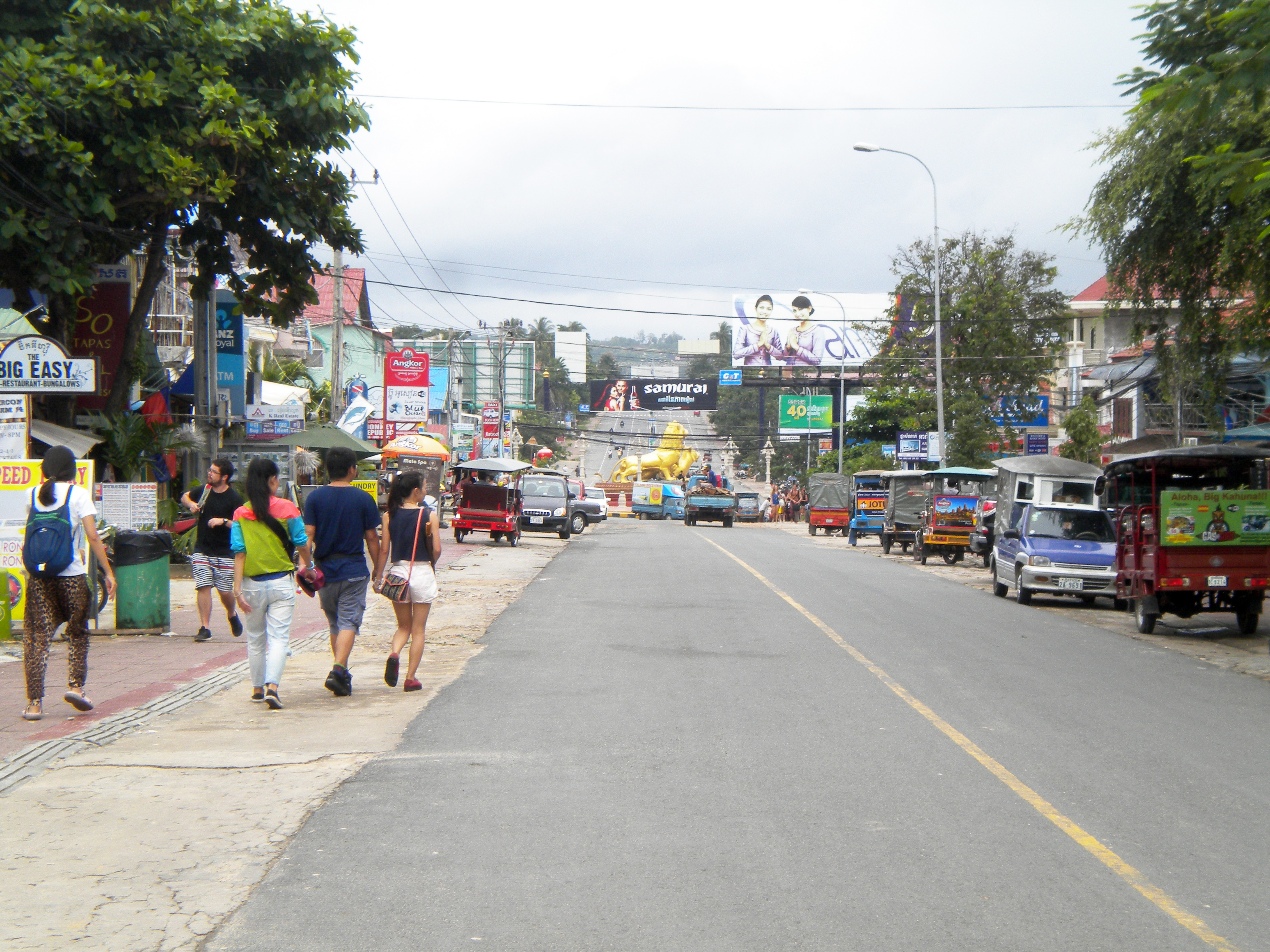
Đường Serendipity
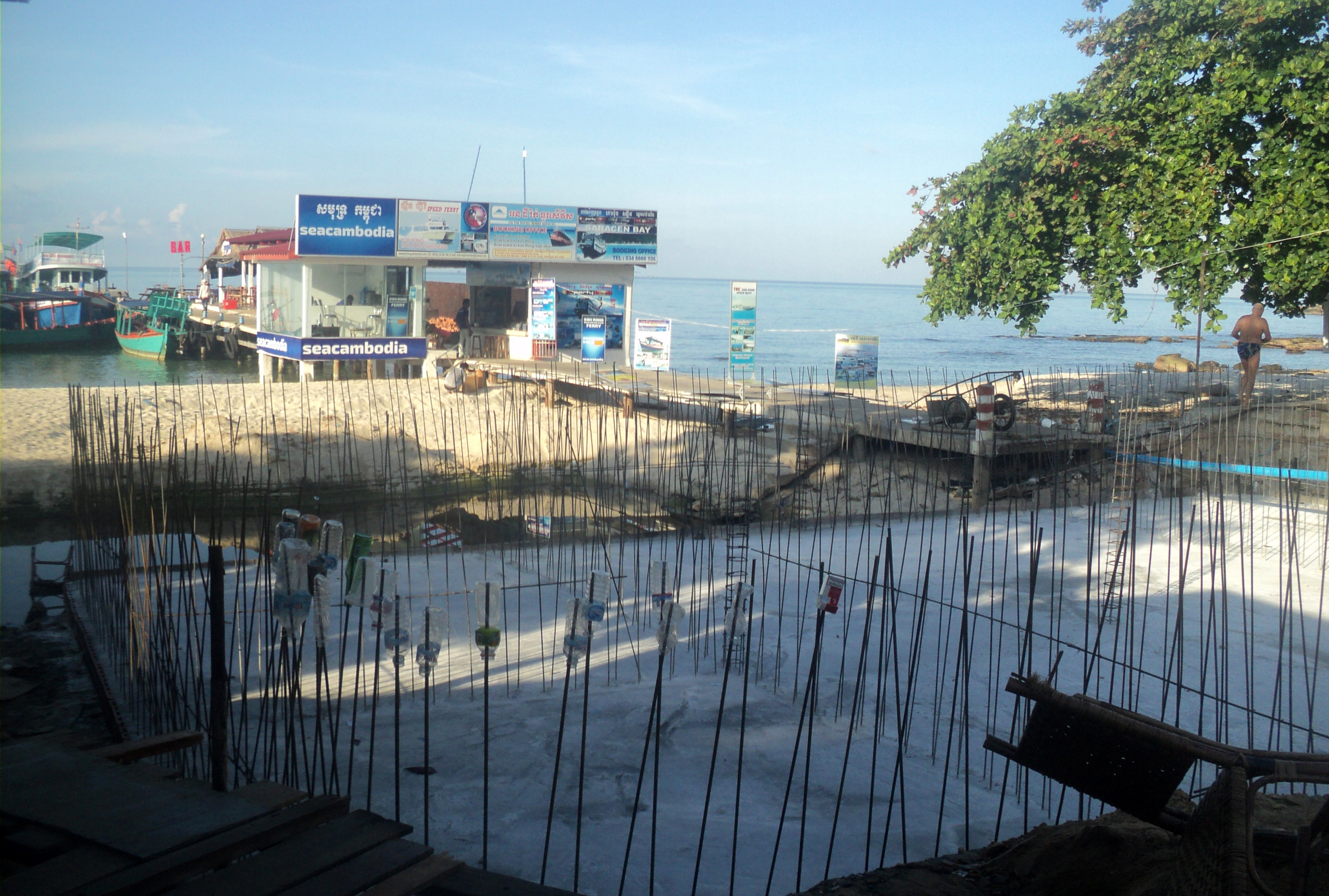
Đảo Ferry Pier, 2015.
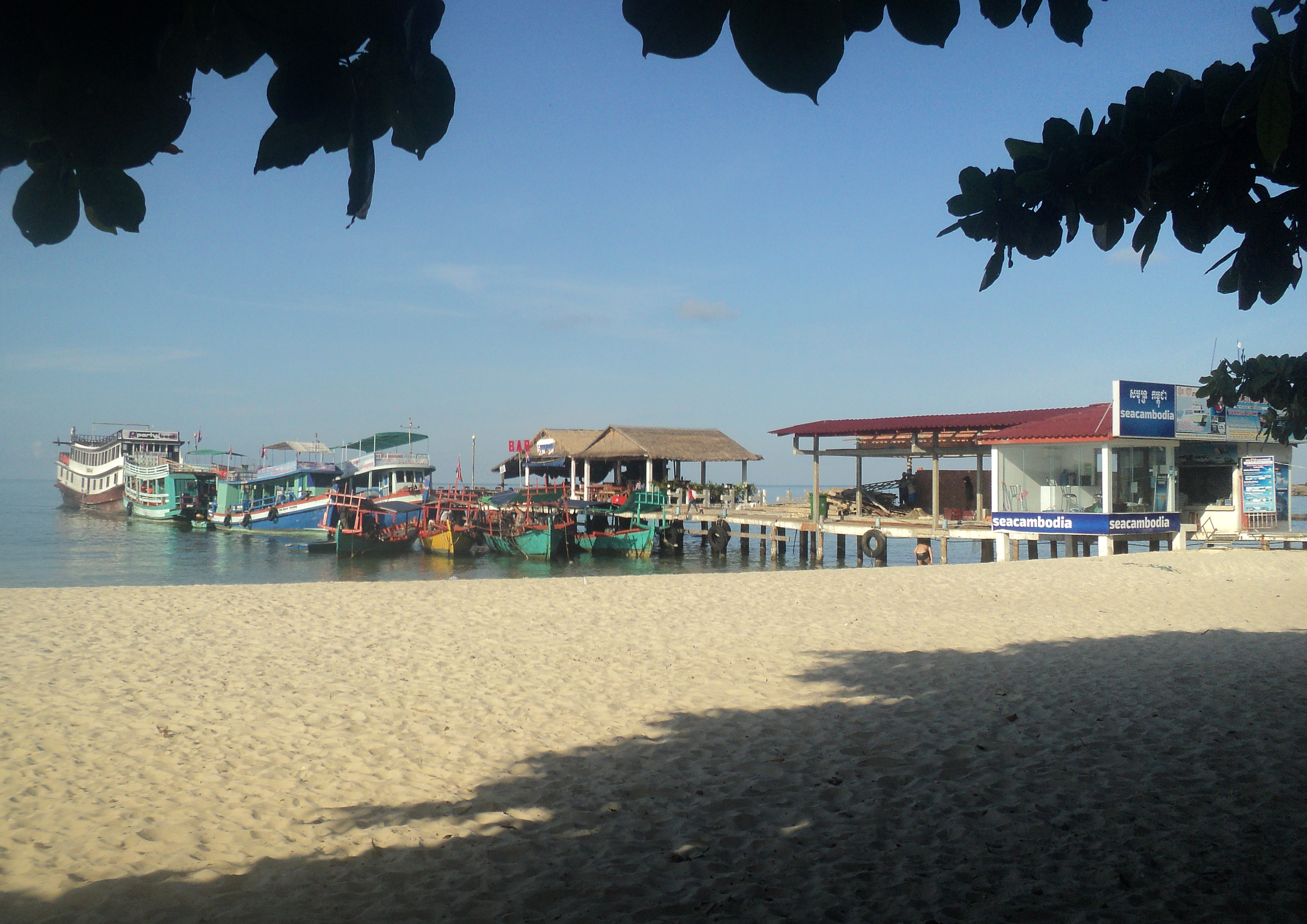
Bến phà, Serendipity Pier, tháng 6 năm 2015

### Bãi biển

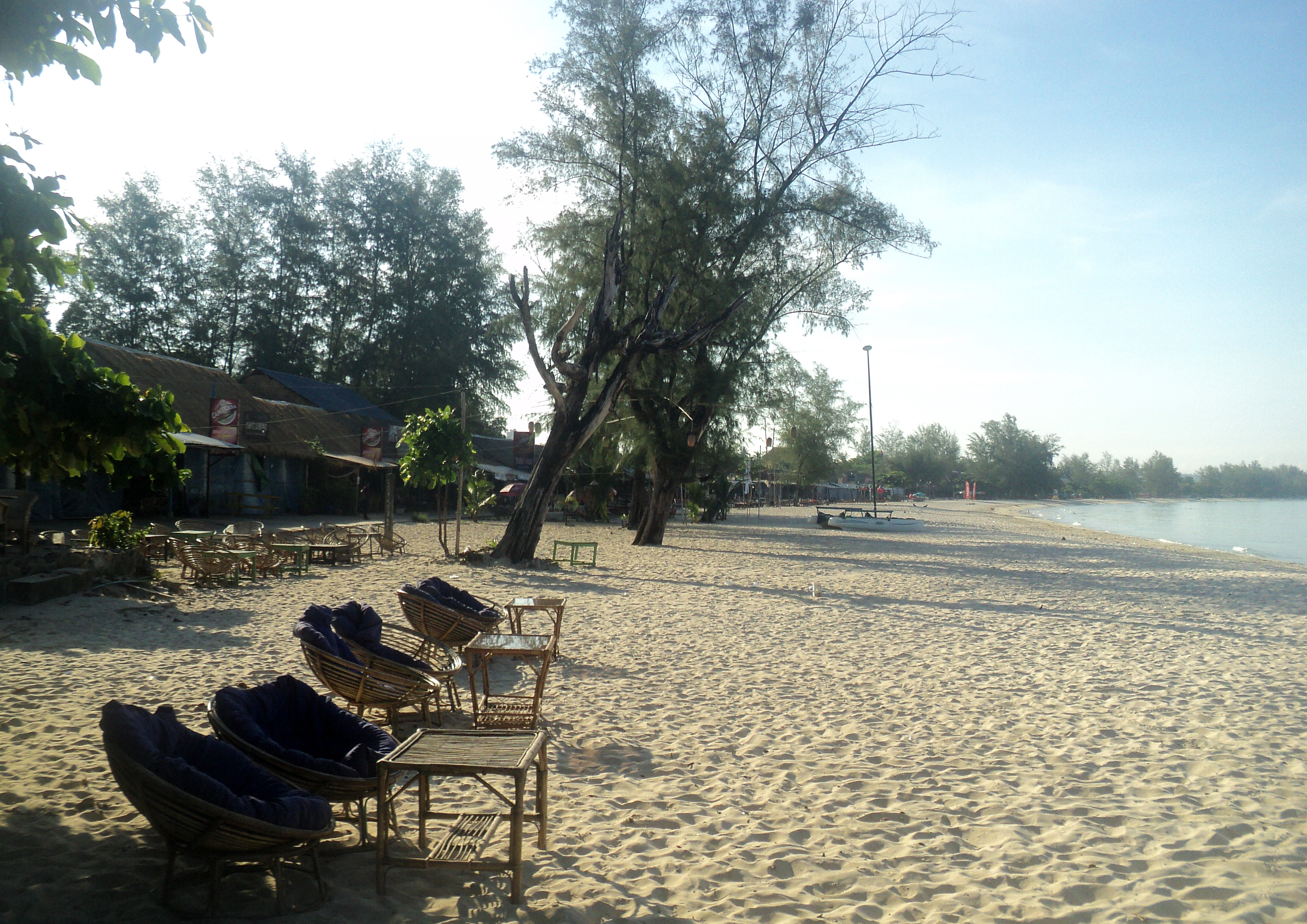
Bãi biển Ochheuteal vào mùa thấp điểm

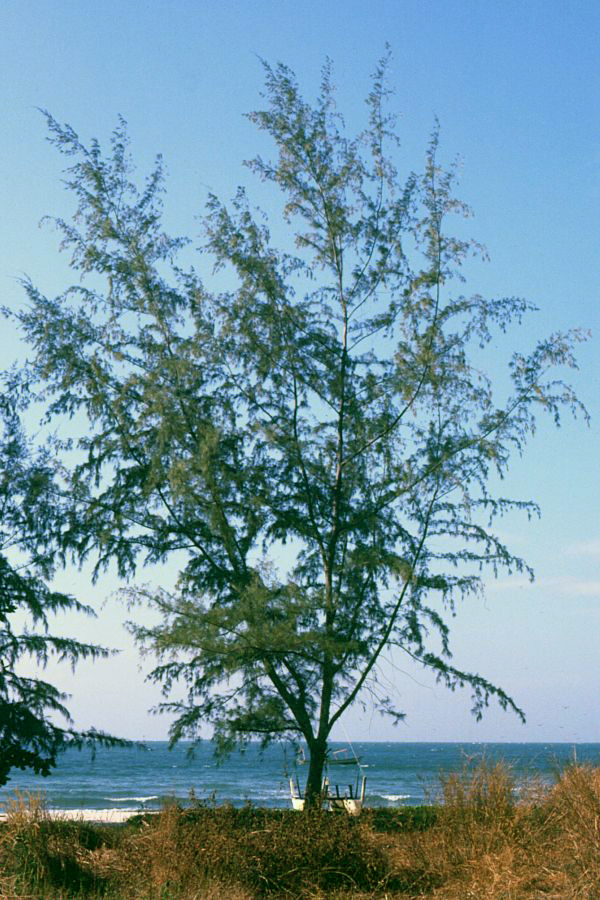
Cây Casuarina

Các bãi biển của Sihanoukville là một trong những nguồn tài nguyên sinh thái và kinh tế có giá trị nhất của thành phố với mức độ khai thác thương mại khác nhau. Các bãi biển được liệt kê trong phần này không bao gồm bất kỳ bãi biển nào trên đảo.
- Bãi biển Ochheuteal, ឆ្នេរ អូរ ឈើទាល: là một dải dài bãi biển cát trắng dài 3,3 km (2 dặm) và mặc dù tên được dịch thành "Lạch / Cửa sông của cây Tiel" được lót bằng cây Casuarina và Tamarisk. Ô dù cỏ, ghế cho thuê trước khoảng 30 túp lều trên bãi biển tiêu chuẩn phục vụ các bữa ăn, đồ uống và giải trí. Các khách sạn hạng trung được thiết lập tốt và nhà ở cao cấp nằm dọc theo bãi biển dọc theo phần phía Bắc của nó. Sự bền vững của bãi biển Ochheuteal là sự cân nhắc chính của các bên liên quan khác nhau, mang lại sự phát triển của kế hoạch phát triển và quản lý du lịch trong năm 2005. Nửa phía Nam vẫn còn - ngoài một số khách sạn ở đầu xa - về cơ bản chưa phát triển.
- Bãi biển Serendipity: là cuối phía bắc (khoảng một phần năm hoặc 600 m) của Bãi biển Ochheuteal, rất phổ biến với khách du lịch, được đặt tên bởi một người Mỹ tên là Chuck vào khoảng năm 2001 khi ông sở hữu một căn lều nhỏ trên bãi biển [49] [50]

Otres Beach, ឆ្នេរ អូរ ត្រេ ស: Được đặt tên theo dòng sông Ou Trojak Jet (dòng sông hạnh phúc thanh bình của tôi) Otres dài khoảng 4,6 km (3 dặm) và vượt ra ngoài mũi đất "Queen hill" nhỏ ở cuối phía nam của Bãi biển Ochheuteal. Dải cát trắng dài của nó, cũng được lót hoàn toàn bằng cây Casuarina và Tamarisk, ít được phát triển và thương mại hóa hơn Bãi biển Ochheuteal và đã phát triển thành một nơi nghỉ ưa thích cho du khách phương Tây. Các bãi biển được chia thành 3 khu vực chính Otres 1 hai km của khách sạn và bãi biển shacks, bãi biển dài, khu vực công viên chưa phát triển và Otres 2 với shacks và khách sạn lớn dọc theo bãi biển và liền kề sông. Từ năm 2004 đến năm 2011, bãi biển dài bị chiếm đóng bởi rất nhiều nhà gỗ và phòng ngủ tập thể, do người phương Tây điều hành. Do yếu tố bất hợp pháp của chỗ ở trên bãi biển, trong số các lý do khác, cảnh sát đã dọn dẹp khu vực vào tháng 5 năm 2011, loại bỏ phần lớn hơn của các bungalow bên bãi biển. Cấu trúc vĩnh viễn vượt ra khỏi con đường bãi biển bổ sung những nơi còn lại kể từ năm 2012. Đây là một kỳ nghỉ dưỡng rất phổ biến, được thiết lập tốt - nơi giá đã tăng đáng kể trong những năm qua. Trong năm qua vào năm 2017 đã có một số phát triển xung quanh khu vực của ngôi chùa, phía bắc của đường tiếp cận mới đến quốc lộ 4 và gần hơn vào Otres chính nó trên đường Otres chính, nơi một thị trấn Trung Quốc đang được xây dựng vào tháng 4 năm 2017.
- Bãi biển Sokha: Bãi biển Sokha dài khoảng 1,2 km (1 dặm) và nằm ở phía tây Bãi biển Serendipity. Bãi biển thuộc sở hữu tư nhân của - và nửa phía nam của nó chiếm đóng bởi Sokha Beach Hotel, [51] là khách sạn 5 sao sang trọng đầu tiên ở Campuchia. Trong khi bãi biển được lưu giữ tốt và nhiều tiện nghi được cung cấp, du khách phải trả tiền cho việc sử dụng của họ và các nhà cung cấp bãi biển không được phép.
- Bãi biển Độc lập: Bãi biển Độc lập dài khoảng 1,3 km (1 dặm) và nằm ở phía tây bắc của Bãi biển Sokha. Bãi biển được đặt theo tên Khách sạn Độc lập, một ví dụ khác về Kiến trúc Khmer mới, cao chót vót trên đỉnh của một tảng đá ở cuối bãi biển phía bắc.

Victory Beach: Bãi biển Victory dài khoảng 300 mét (980 feet) và nằm ở phía bắc xa nhất của bán đảo Sihanoukville. Nó đã được sử dụng rất nhiều bởi du khách ba lô và vẫn còn phổ biến với khách du lịch ngân sách. Cảng nước sâu nằm ở cuối phía bắc của bãi biển. Một tập đoàn của các doanh nhân Nga đã tiến hành phát triển quy mô lớn ở đây. Bãi biển thường xuyên được duy trì.
- Bãi biển Lamherkay / Hawaii: là kế vị phía nam của Bãi biển Victory, nằm ở phía bắc của Bãi biển Độc lập. Nó là một dải có chiều dài tương tự như Victory Beach - khoảng 300 m. Đây là nơi mà nền tảng của đội xây dựng Pháp / Campuchia bắt đầu xây dựng Cảng tự trị Sihanoukville vào năm 1955.
- Hun Sen (Prek Treng) Beach, ឆ្នេរ ព្រែក ត្រែង: là bãi biển phía bắc của thành phố với chiều dài khoảng 1,5 km (0,93 dặm), nằm phía sau cổng địa phương và về cơ bản có sản phẩm nào mà không túp lều bãi biển và quầy bar, nó thấy chỉ cuối tuần - và ngày lễ khách. Nước rất nông, nhưng khu vực này thiếu cơ sở hạ tầng thuận lợi và không được làm sạch thường xuyên.

### Sông
Do vị trí gần biển, rừng ngập mặn chiếm phần lớn các con sông.
Rừng ngập mặn được bao bọc bởi dòng sông Ou Trojak Jet chạy từ chùa Otres đến bãi biển Otres là con sông dài nhất của Sihanoukville với cả những người chèo xuồng và đứng lên chèo thuyền. Trong khu vực rừng ngập mặn, rừng ngập mặn và barracuda là mục tiêu giải thưởng cho những người chơi thể thao, phần dưới chứa bến du thuyền. Các nhà hàng dọc theo bờ phía nam của con sông phục vụ hải sản tươi sống được cung cấp bởi các tàu đánh bắt xa bờ của địa phương.

### Đảo

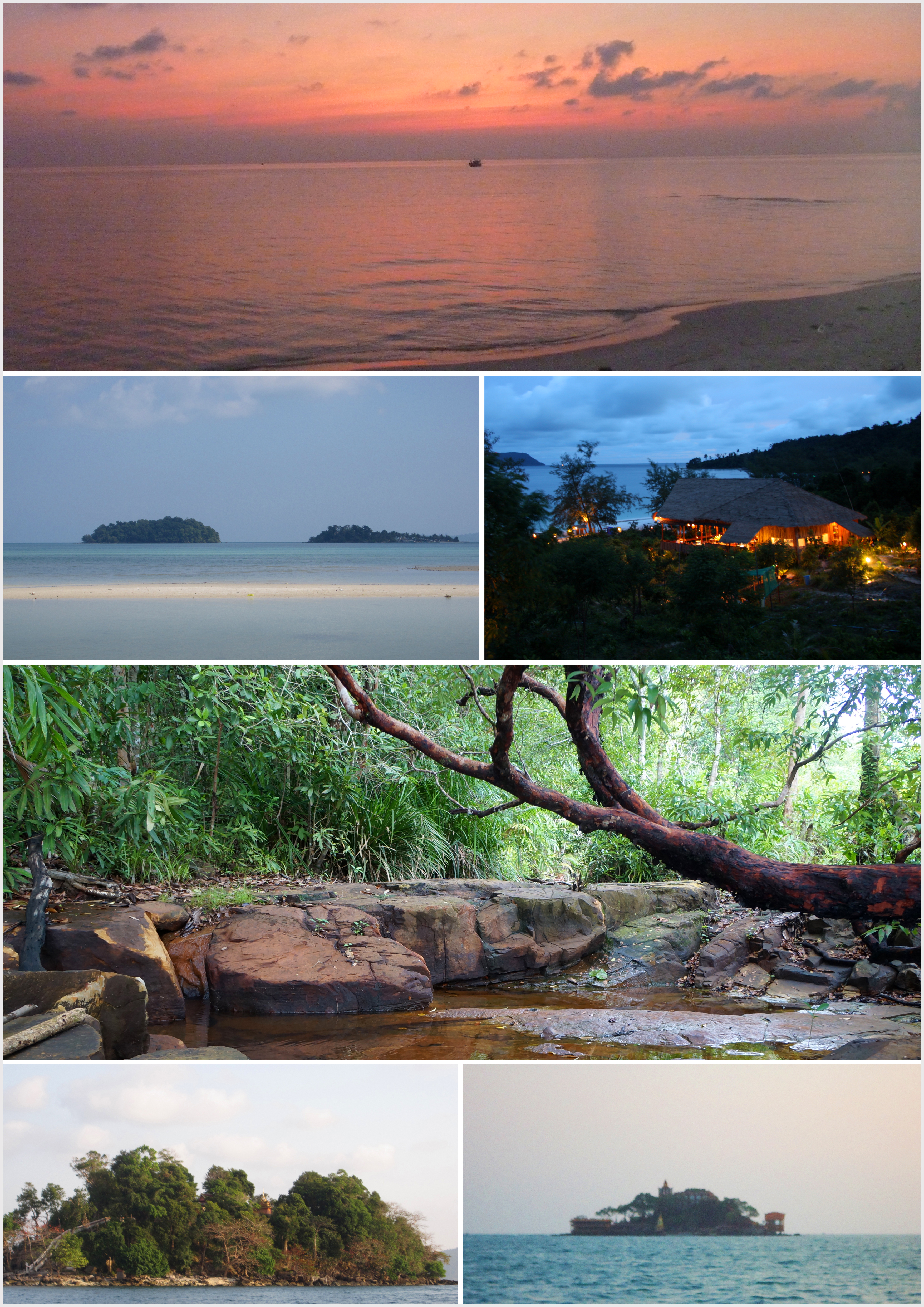
Trên cùng: biển lúc hoàng hôn trên đảo Koh Rong
Giữa trên cùng bên trái: Koh Bong Po'on
Giữa trên cùng bên phải: Koh Rong Resort
Dưới cùng ở giữa: Koh Rong Sanloem
Dưới cùng bên trái: Koh Tuich
Dưới cùng bên phải: Koh Dek Koul

Tất cả các đảo được liệt kê dưới đây thuộc quyền quản lý của quận Mittakpheap của Sihanoukville. Phần lớn là trong quá trình hoặc đã được giao cho phát triển du lịch. Koh Rong và Koh Rong Sanloem nói riêng cho đến nay đã trải qua nhiều năm phát triển không được phối hợp và thực hiện riêng lẻ. Một số nhà khách và khu nghỉ mát resort cung cấp chỗ ở có nhiều tiêu chuẩn khác nhau bên bãi biển hoặc trong khu rừng tươi tốt. Mặc dù cơ sở hạ tầng rất khiêm tốn, số lượng khách tham quan đã tăng lên nhanh chóng.
- Koh Rong, កោះ រ៉ុ ង: Nằm 26 km (16 dặm) về phía tây bờ biển Sihanoukville. Koh Rong là đảo lớn nhất của tỉnh Sihanoukville. Nó bao gồm một diện tích 78 km2 (30 dặm vuông). Địa hình chủ yếu là đồi núi với một ngọn núi khá lớn 316 mét (1.037 ft) tại phía tây bắc của hòn đảo này. Những ngọn đồi cung cấp nước cho lạch, đầm phá và cửa sông. Nội thất của hòn đảo gần như hoàn toàn có rừng. Mặc dù đã có rất nhiều nhà khách và quán rượu trong và xung quanh làng Koh Tuich, hòn đảo này hầu như vắng vẻ - kích thước tuyệt đối của nó lùn lùn tất cả các trung tâm giải quyết. Tính đến năm 2016, có một mạng phà hoạt động tốt giữa Sihanoukville và Koh Rong.
- Koh Rong Sanloem, កោះរុងសន្លឹម: Phía Nam đảo Koh Rong và những bãi biển nhỏ xinh đẹp nằm ở phía tây và bờ biển phía đông. Nó giống với hàng xóm lớn hơn của Koh Rong về hình dạng và địa lý - mặc dù mỏng hơn một chút, được bao phủ trong khu rừng rậm rạp, thường bằng phẳng hơn (mặc dù có những ngọn đồi lớn) và ít đất đai hơn đáng kể so với bờ biển của nó. Sinh vật biển quanh Koh Rong Sanloem rất đa dạng và có nhiều điểm lặn. Tính đến năm 2016, có một mạng phà hoạt động tốt giữa Sihanoukville và Koh Rong Sanloem.
- Koh Kaong Kang / Thass, កោះ កោងកាង / ថា ស: Đảo ngập mặn, Ile des Paletuviers (tên cũ của Pháp), Koh Kaong Kang / Thass - một trong những hòn đảo bên trong - đó là một nơi phổ biến cho người lặn. Koh Kaong Kang / Thass là rất bằng phẳng, do đó nước ngọt là khan hiếm - một trong những lý do tại sao không ai sống ở đó vĩnh viễn.
- Koh Koun, កោះ កូន: Đảo trẻ em, Ile de Cone (tên cũ của Pháp), một hòn đảo nhỏ giữa Koh Rong và Koh Rong Sanloem, không có bãi biển, không có người ở, nhưng là điểm lặn và ống thở nổi tiếng.
- Koh Tuich, កោះតូច: Đảo nhỏ, một hòn đảo nhỏ và xinh đẹp bên ngoài ngôi làng Koh Tuich của đảo Koh Rong. Có một ngôi chùa nhỏ trên đó phục vụ kể từ khoảng năm 2010. Vùng nước cạn cung cấp những điểm lặn tốt quanh đảo.
- Koh Puos, កោះពស់: còn được gọi là Đảo Rắn hoặc Đảo Morakot. Hòn đảo này nằm cách Bãi biển Victory của thành phố Sihanoukville 800 m (2,625 ft). Nó đang được phát triển bởi các nhà đầu tư Nga và chuyển đổi thành một điểm đến kỳ nghỉ sang trọng và khu dân cư tiêu chuẩn cao. [54] Đảo rắn được liên kết với đất liền thông qua một cây cầu đường bộ thường xuyên kể từ khoảng tháng 7 năm 2011. Cây cầu hiện không mở cửa cho giao thông công cộng.
- Koh Dek Koul, កោះ ដេក កោ ល: Hòn đảo nhỏ này nằm cách Bãi biển Chiến thắng 7 km (4 dặm) và chỉ cách Đảo Rắn vài trăm mét nữa. Công ty Nga Mirax Luxury Resort hoạt động kinh doanh khách sạn trên hòn đảo chủ yếu là đá này.
- Koh Bong Po-oun / Sông Saa, កោះ បង កោះ ប្អូន: - Anh chị em / Quần đảo Lovers - Les Frères (tên cũ của Pháp), đổi tên thành đảo Koh Song Saa - Lovers - hai hòn đảo nhỏ ngoài khơi phía đông bắc Koh Rong.

## Khí hậu
Sihanoukville nằm trong vùng khí hậu nhiệt đới gió mùa (Am). Thành phố có hai mùa: mùa mưa và mùa khô.
Nhiệt độ trung bình tối đa là khoảng 30 °C (86 °F); tối thiểu trung bình, khoảng 24 °C (75 °F). Tuy nhiên, nhiệt độ tối đa cao hơn 32 °C (90 °F) là phổ biến và ngay trước khi bắt đầu mùa mưa, chúng có thể tăng lên hơn 38 °C (100 °F). Nhiệt độ ban đêm tối thiểu thỉnh thoảng giảm xuống dưới 20 °C (68 °F). vào tháng Giêng, tháng lạnh nhất. Tháng 5 là tháng ấm nhất - mặc dù chịu ảnh hưởng mạnh từ đầu mùa mưa, vì khu vực này tạo nên rìa phía đông của gió mùa tây nam. Cơn bão nhiệt đới hiếm khi gây thiệt hại ở Campuchia.
Tổng lượng mưa trung bình năm từ 1.000 đến 1.500 mm (39,4 và 59,1 in). Lượng mưa tối đa rơi vào tháng 8 và tháng 9. Độ ẩm tương đối cao trong cả năm; thường vượt quá 90%. Trong mùa khô, độ ẩm ban ngày trung bình khoảng 50 phần trăm hoặc thấp hơn một chút, leo lên khoảng 90 phần trăm trong mùa mưa.
| Dữ liệu khí hậu của Sihanoukville, Cambodia | Dữ liệu khí hậu của Sihanoukville, Cambodia | Dữ liệu khí hậu của Sihanoukville, Cambodia | Dữ liệu khí hậu của Sihanoukville, Cambodia | Dữ liệu khí hậu của Sihanoukville, Cambodia | Dữ liệu khí hậu của Sihanoukville, Cambodia | Dữ liệu khí hậu của Sihanoukville, Cambodia | Dữ liệu khí hậu của Sihanoukville, Cambodia | Dữ liệu khí hậu của Sihanoukville, Cambodia | Dữ liệu khí hậu của Sihanoukville, Cambodia | Dữ liệu khí hậu của Sihanoukville, Cambodia | Dữ liệu khí hậu của Sihanoukville, Cambodia | Dữ liệu khí hậu của Sihanoukville, Cambodia | Dữ liệu khí hậu của Sihanoukville, Cambodia |
| Tháng                                       | 1                                           | 2                                           | 3                                           | 4                                           | 5                                           | 6                                           | 7                                           | 8                                           | 9                                           | 10                                          | 11                                          | 12                                          | Năm                                         |
| ------------------------------------------- | ------------------------------------------- | ------------------------------------------- | ------------------------------------------- | ------------------------------------------- | ------------------------------------------- | ------------------------------------------- | ------------------------------------------- | ------------------------------------------- | ------------------------------------------- | ------------------------------------------- | ------------------------------------------- | ------------------------------------------- | ------------------------------------------- |
| Trung bình ngày tối đa °C (°F)              | 31.3 (88.3)                                 | 31.2 (88.2)                                 | 32.1 (89.8)                                 | 33.7 (92.7)                                 | 32.3 (90.1)                                 | 31.2 (88.2)                                 | 30.0 (86.0)                                 | 30.8 (87.4)                                 | 30.8 (87.4)                                 | 30.8 (87.4)                                 | 31.2 (88.2)                                 | 31.7 (89.1)                                 | 31.4 (88.6)                                 |
| Tối thiểu trung bình ngày °C (°F)           | 23.9 (75.0)                                 | 24.6 (76.3)                                 | 25.4 (77.7)                                 | 25.0 (77.0)                                 | 26.8 (80.2)                                 | 26.3 (79.3)                                 | 25.9 (78.6)                                 | 25.1 (77.2)                                 | 25.2 (77.4)                                 | 24.7 (76.5)                                 | 24.4 (75.9)                                 | 23.5 (74.3)                                 | 25.1 (77.1)                                 |
| Lượng Giáng thủy trung bình mm (inches)     | 28.3 (1.11)                                 | 25.2 (0.99)                                 | 50.3 (1.98)                                 | 124.8 (4.91)                                | 207.3 (8.16)                                | 252.7 (9.95)                                | 341.4 (13.44)                               | 377.2 (14.85)                               | 320.6 (12.62)                               | 290.4 (11.43)                               | 138.2 (5.44)                                | 54.4 (2.14)                                 | 2.210,8 (87.02)                             |
| Nguồn: world weather online                 |                                             |                                             |                                             |                                             |                                             |                                             |                                             |                                             |                                             |                                             |                                             |                                             |                                             |

## Các đơn vị hành chính
Thành phố Sihanoukville là thủ phủ của tỉnh Sihanoukville và được điều hành bởi một phó thống đốc của tỉnh. Thành phố Sihanoukville bao gồm các sangkat sau: Sangkat Muoy, Sangkat Pi, Sangkat Bei, Sangkat Buon. Cảng có chính quyền tự trị của riêng mình. Các sangkat được chia thành 19 làng. Sangkat thứ năm đã được tách thành Thành phố Koh Rong từ năm 2019.

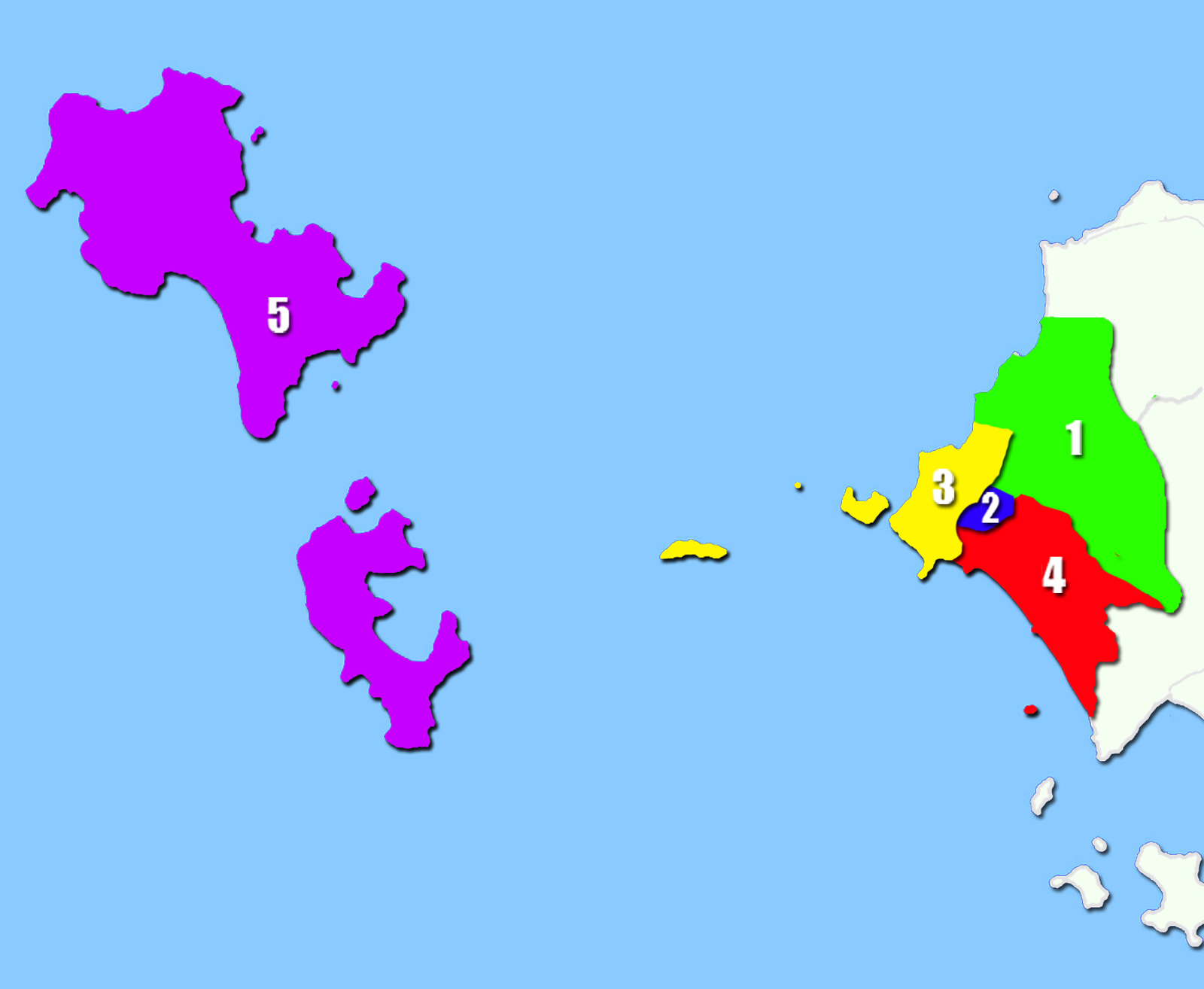
Các Sangkat của Thành phố Sihanoukville thuộc quận Mittakpheap (từ 1 đến 4)

## Nhân khẩu
Cuộc điều tra dân số năm 2008 của Campuchia có 89.846 cư dân của thành phố Sihanoukville và khoảng 66.700 người ở trung tâm đô thị. [100]
Dân số của thành phố tách biệt với hậu duệ của những người dân bản địa không quá 3 thế hệ như sản phẩm của lịch sử gần đây, chẳng hạn như cộng đồng người Campuchia và khủng hoảng nhân đạo Campuchia và sau thời kỳ Pol Pot. Các sự kiện lịch sử dẫn đến biến động nhân khẩu học ở Campuchia là điều hiển nhiên trong xu hướng nhân khẩu học của thành phố. Với sự xuất hiện của những người tị nạn di dời, trong những thập kỷ và thế kỷ tiếp theo, một người không phải người gốc Khmer, hỗn hợp châu Á đã tăng lên một tỷ lệ cao trong tổng dân số ở khu vực thành thị.
Ngoài người Khmer, các nhóm sắc tộc như Việt Nam, Trung Quốc, Chăm, Thái Lan, Hàn Quốc, Pháp, Anh, Châu Âu, Úc và Mỹ sống trong khu vực đô thị. Do vị thế là cảng quốc tế, khối lượng và mật độ thương mại cao và tác động của ngành dịch vụ liên quan đến ngành du lịch, Krong Preah Sihanouk có chỉ số phát triển con người cao (HDI) tương đối cao 0.750, so với HDI trung bình quốc gia trong tổng số 0,523.

## Kinh tế
Sihanoukville được thành lập như một cửa ngõ quốc tế trên biển và kết quả là nền kinh tế địa phương chủ yếu được xác định bởi cảng nước sâu và bến cảng dầu gần đó. Kèm theo là một cơ sở kho vận và hậu cần hàng hóa được hiện đại hóa thường xuyên, phục vụ nhiều công ty vận chuyển, giao nhận vận tải, nhà cung cấp và các nhà thầu bảo trì. Tất cả những thứ này đều nằm trong vùng lân cận của cảng. Hành lang giao thông Phnom Penh – Sihanoukville là tuyến thương mại quốc gia hàng đầu, chiếm khoảng 75% lưu lượng giao thương của Campuchia.
Các ngành kinh tế lớn khác của thành phố là thủy sản, nuôi trồng thủy sản và chế biến tôm đông lạnh, công nghiệp may mặc, sản xuất và chế biến thực phẩm, ngành du lịch không ngừng phát triển với ngành dịch vụ nổi bật và thị trường bất động sản liên quan.

### Vùng kinh tế đặc biệt Sihanoukville

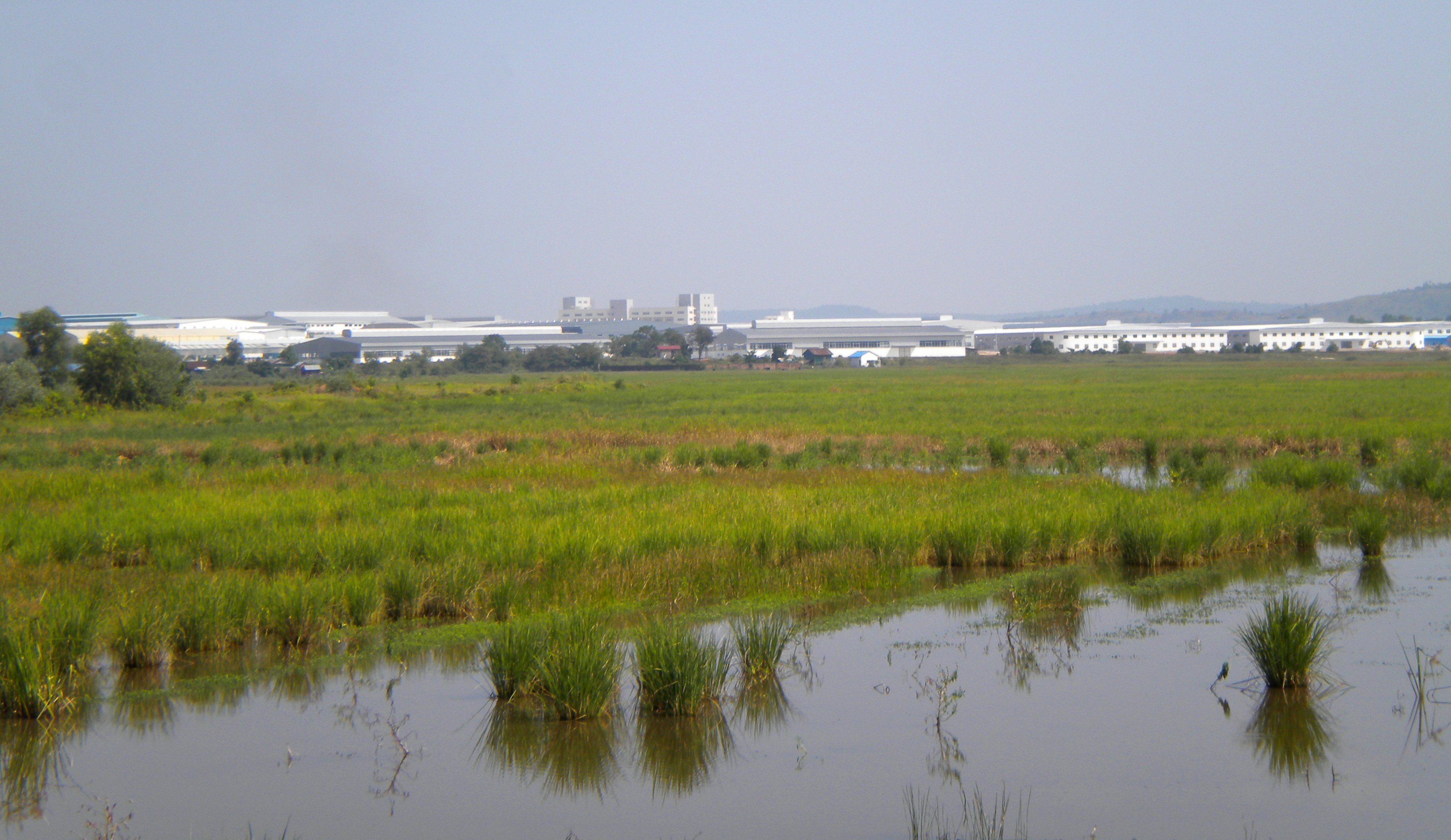
Vùng kinh tế đặc biệt Sihanoukville (SSEZ) nhìn từ quốc lộ 4

Khu kinh tế đặc biệt Sihanoukville (SSEZ) là khu hợp tác kinh tế và thương mại ở nước ngoài được thiết kế để thúc đẩy các điều kiện thị trường thuận lợi như: lợi thế chính sách, môi trường chính trị an toàn, tình trạng thương mại thuận lợi, hỗ trợ cơ sở hạ tầng hoàn chỉnh, chi phí lao động thấp, và dịch vụ tuyệt vời. Ngoài các khu vực xung quanh cảng, một trung tâm công nghiệp khá lớn, độc quyền bao gồm các công ty Trung Quốc đã được phát triển từ năm 2010
|title= Cambodian, Chinese companies lay foundation of special economic zone in Sihanoukville |publisher= CAAI News Media |date= ngày 24 tháng 2 năm 2008 |access-date =ngày 25 tháng 6 năm 2016}}</ref>
| Tình hình kinh doanh tính theo số người làm việc (cả tỉnh) |                    |
| Kích cỡ thành lập                                          | Số lượng thành lập |
| 1-10 người                                                 | 10,424             |
| 11-50 người                                                | 177                |
| 51-100 người                                               | 19                 |
| 101 hoặc hơn                                               | 29                 |
| Tất cả                                                     | 10.649             |
| Source: Cambodiainvestment - Preah-Sihanouk-Province       |                    |

Các công ty chính
- Eurogate Garment Limited
- Sary Paper Co., Ltd.
- K. Som Textile Co, Ltd

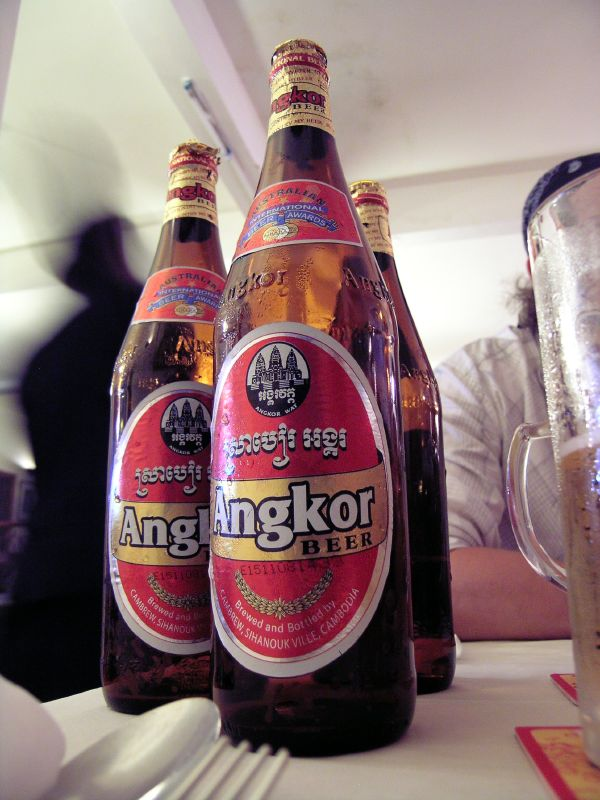
Angkor Beer

- Javelin Co., Ltd Industrial steel processing
- Angkor Beer

### Giao dịch thương mại
Giao dịch chiếm tỷ lệ cao trong nền kinh tế của thành phố. Thành phố nhập khẩu hàng hóa từ Thái Lan, Hồng Kông, Singapore và Trung Quốc trong khi xuất khẩu hàng hóa sang Hoa Kỳ, Canada, Đức và Vương quốc Anh. Thành phố này thường tái xuất nhiều loại hàng hóa nhập khẩu như điện tử, thuốc lá, xe cộ và vàng. Ngày nay, xuất khẩu chính của thành phố là hàng may mặc, nhưng nó cũng sản xuất và xuất khẩu gỗ, gỗ tròn và cao su với số lượng nhỏ.
Campuchia là một trong số ít các nước kém phát triển nhất (LDCs) xuất khẩu trên 2 tỷ USD. Kể từ khi Campuchia trở thành LDC đầu tiên gia nhập Tổ chức Thương mại Thế giới (WTO) vào năm 2004, thương mại đã tăng đều đặn và Hoa Kỳ là đối tác thương mại lớn nhất của Campuchia. So với 2,3 tỷ USD xuất khẩu sang Mỹ và 153 triệu USD xuất khẩu sang Campuchia trong năm 2010, từ tháng 1 đến tháng 10 năm 2011, xuất khẩu của Campuchia sang Mỹ là 2,29 tỷ USD và xuất khẩu của Mỹ sang Campuchia là 152,6 triệu USD. [70] [ 71]
Các ngân hàng thương mại ở Sihanoukville bao gồm Ngân hàng Thương mại Campuchia, Ngân hàng Thương mại Liên minh, Ngân hàng Á Châu Campuchia, Ngân hàng Công cộng Campuchia, Ngân hàng Ngoại thương.

### Cảng Tự trị
Cảng Tự trị Sihanoukville nằm trong Sangkat 1 với diện tích khoảng 124,76 ha. Cảng nằm cách 18 km từ sân bay Kaong Kang và 4 km từ trung tâm thành phố Sihanoukville. Hành khách của tàu thủy được phép thăm thành phố Sihanoukville. Nhà ga này cung cấp một phần các nhà vệ sinh, không có thêm các dịch vụ, như các trung tâm mua sắm, các cơ sở ngân hàng hoặc các văn phòng du lịch.

## Giao thông

### Đường bộ

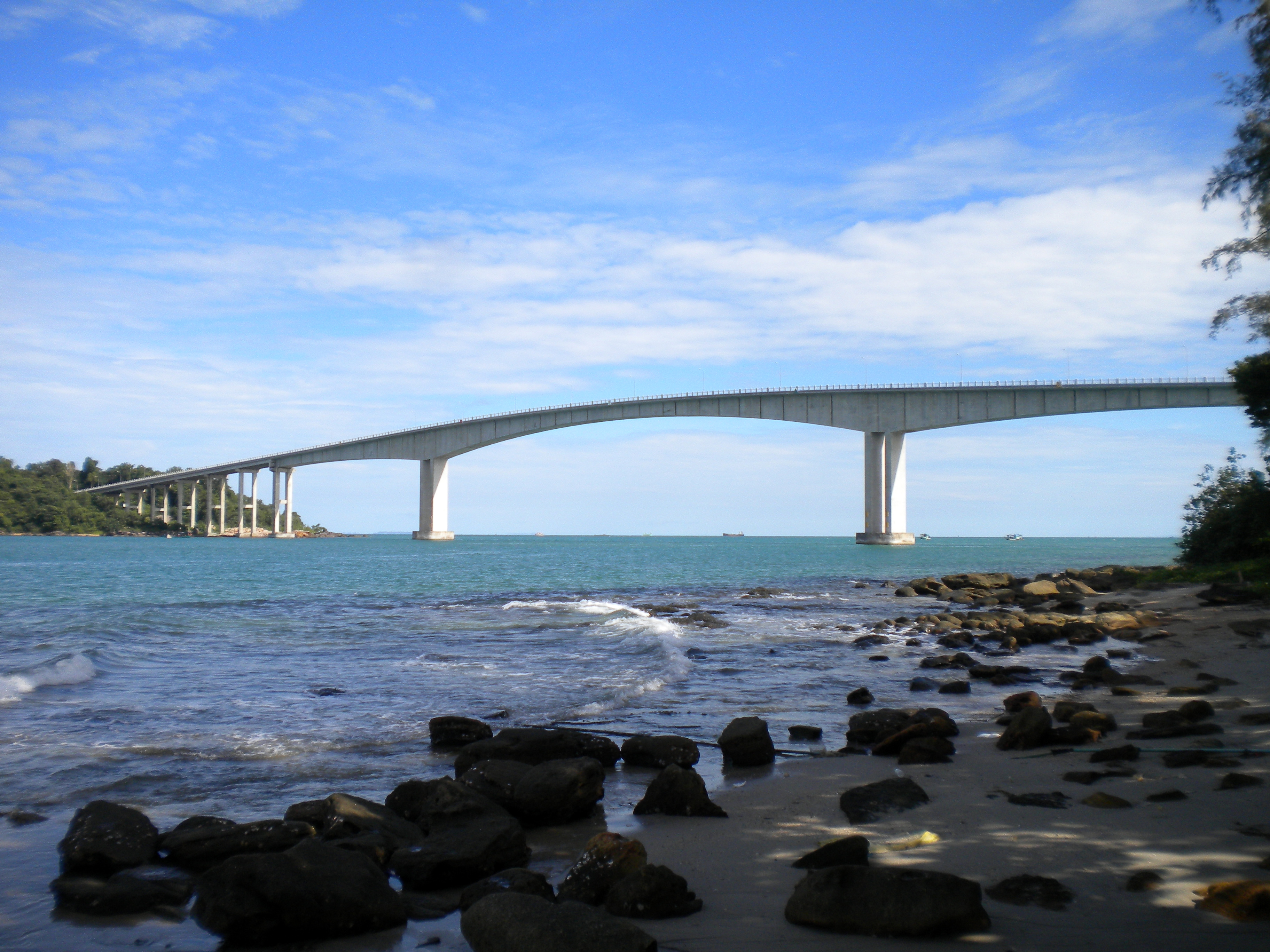
Cầu đảo Rắn, nhìn từ bãi biển của đảo Kho Báu, tháng 10 năm 2014

- Quốc lộ 4 (QL4): Phnôm Pênh và Sihanoukville được kết nối qua Quốc lộ 4. Con đường được xây dựng và tài trợ bởi Hoa Kỳ để chứa các tàu chở hàng nặng và xe bồn xăng kết nối cảng nước sâu với Phnom Penh. Có ba trạm thu phí dọc theo chiều dài khoảng 250 km (155 mi). Tuy nhiên, nó được coi là con đường nguy hiểm nhất của Campuchia. Khu dân cư và giao thông địa phương gắn liền với lưu lượng xe luôn chạy với tốc độ cao, gây ra nhiều tai nạn giao thông.
- Quốc lộ 3: Kết nối Sihanoukville với tỉnh Kampot. Con đường tham gia NR4 tại Quận Prey Nob tại thị trấn đường giao nhau của Veal Rinh. Nó được niêm phong, nhưng thiếu dấu hiệu giao thông. Gia súc roaming miễn phí và vật nuôi khác thường xuyên chặn đường giao thông. Con đường trải qua quá trình nâng cấp đáng kể trong năm 2008 và tạo thành một phần của "hành lang kinh tế Bắc-Nam" quốc tế từ Côn Minh ở Trung Quốc đến Bangkok ở Thái Lan.
- Quốc lộ 48: Kết nối Sihanoukville và Phnom Penh với tỉnh Koh Kong về phía tây nam. Con đường kết thúc tại biên giới Thái Lan - Campuchia.

### Đường không

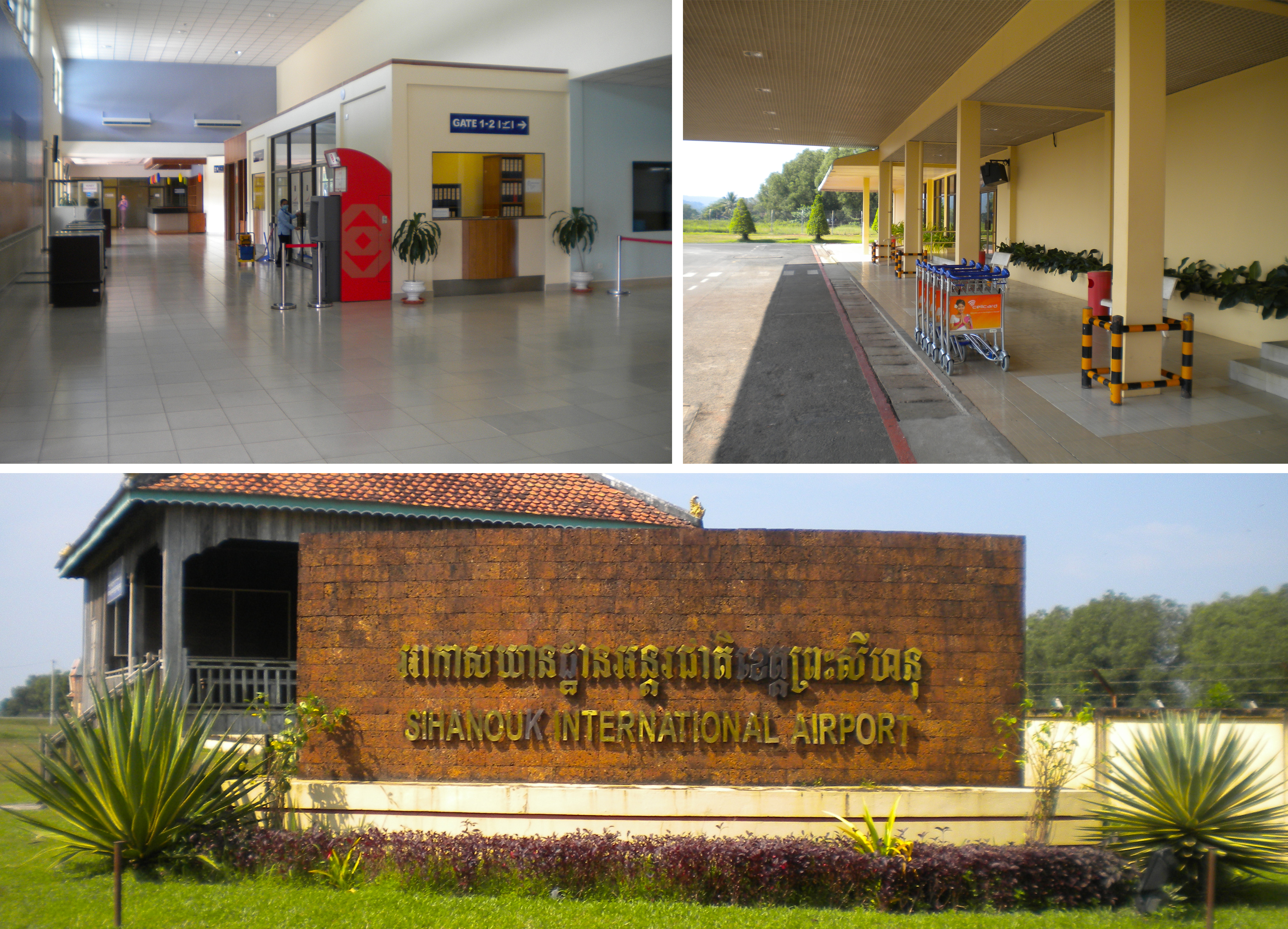
sân bay Sihanoukville, tháng 10 năm 2014

Sân bay quốc tế Sihanoukville (KOS) trước đây gọi là Sân bay Kang Keng (ព្រ លាន យន្តហោះ កង កេង) được đặt tên theo Bộ trưởng Bộ Y tế của chế độ Cộng hòa Khmer trong những năm 1970. Sân bay nằm ở xã Ream ở trung tâm tỉnh Sihanoukville. Nó nằm gần quốc lộ số 4, chỉ khoảng 500 mét (1.600 feet) từ bãi biển Ream trên đỉnh một đầm phá rừng ngập mặn đã được lấp lại, chỉ cần khoảng 18 km (11 dặm) từ thành phố Sihanoukville.

### Đường thủy
Dịch vụ phà hàng hải quốc gia hàng ngày cuối cùng từ / đến thành phố Sihanoukville đến / từ Krong Koh Kong ngừng hoạt động với việc hoàn thành Quốc lộ 48 năm 2007.
Đảo Koh Rong và đảo Koh Rong Sanloem có dịch vụ phà hàng ngày.
Lối vào các đảo nhỏ hơn thường được cung cấp bởi các resort nghỉ dưỡng địa phương, bến du thuyền Otres, các nhà khai thác lặn hoặc các nhà khai thác tư nhân. Ngoài ra, thuyền đuôi dài nhỏ và tàu thuyền cỡ trung bình có thể được thuê riêng cho các chuyến tham quan, câu cá, lặn và ăn uống tại Otres marina, nhà khách, cơ quan du lịch và các nhà khai thác lặn.
Marina Oceania - bến du thuyền đầu tiên ở Campuchia hoạt động và trang bị đầy đủ kể từ năm 2013 cho các du thuyền và tàu thuyền dài tới 25 mét (82 feet) với cầu tàu sâu từ 4 đến 5 mét cho 20 chiếc thuyền. Nó nằm ở bến tàu của cảng địa phương, gần đảo Koh Preab. (tọa độ: 10 ° 39 '59 "N / 103 ° 30' 41" E).
Tàu du lịch Holiday Cruise thỉnh thoảng dừng tại cảng này trong suốt chuyến đi của con tàu ở Đông Nam Á.

## Thành phố kết nghĩa
- Miami, United States
- Seattle, United States
- Tampa, United States